# 卫庄镇
卫庄镇，是中华人民共和国山西省运城市绛县下辖的一个乡镇级行政单位。

## 行政区划
卫庄镇下辖以下地区：
卫庄村、韩庄村、张上村、任村、范村、新三村、睢村、义沟桥村、增村、里册村、涧东村、下村、斜曲村、前峪村和后峪村。